# Albin Eduard Beau
Albin Eduard Beau (* 23. Dezember 1907 in Hamburg; † 1. März 1969 in Coimbra) war ein deutscher Germanist, Romanist und Lusitanist.

## Leben und Werk
Beau studierte in Hamburg, promovierte 1930 über Das Verhältnis Stendhals zur Musik  und wurde im gleichen Jahr deutscher Lektor am Germanistischen Institut der Universität Coimbra. Er promovierte dort 1943 neuerlich mit As relações germânicas do humanismo de Damião de Góis (Coimbra 1941), habilitierte sich am 20. April 1944 in Berlin bei Franz Six über Die Entwicklung des portugiesischen Nationalbewusstseins (Hamburg 1945) und wurde Ordinarius für Deutsch in Coimbra. Er war außerdem ab 1943 Generalsekretär des Deutschen Kulturinstituts in Lissabon.

## Weitere Werke
- (Übersetzung mit Joseph M. Piel) Oliveira Salazar, Portugal. Das Werden eines neuen Staates. Reden und Dokumente, Essen 1938
- Langenscheidts Taschenwörterbuch der portugiesischen und deutschen Sprache. Teil 2. Deutsch-Portugiesisch, München 1953 (Der Teil Portugiesisch-Deutsch ist von Friedrich Irmen)
- Kleines literarisches Lexikon. Bd. 1., Autoren. 1. Von den Anfängen bis zum 19. Jahrhundert, Bern 1969